# Henri-Pierre Vermis
Pour les articles homonymes, voir Vermis.
Pas d'image ? Cliquez ici

a Compétitions nationales et continentales officielles uniquement.

b Matchs officiels uniquement.
Dernière mise à jour le 25 avril 2025.
Henri-Pierre Vermis, né le 16 août 1980 à Langon (Gironde), est un joueur français de rugby à XV qui évolue au poste de centre ou de demi d'ouverture.

## Carrière
Henri-Pierre Vermis commence sa carrière au CA Bègles-Bordeaux lors de la saison 2001-2002 de Top 16, avant de rejoindre l'US Montauban en 2002. Il joue deux saisons avec ce club, avant de rejoindre l'AS Béziers pour une saison en 2004, puis l'Aviron bayonnais en 2005,. Il quitte Bayonne en 2008 pour s'engager avec l'Union Bordeaux Bègles en Pro D2. laissé libre après l'accession du club girondin en Top 14 en 2011, il rejoint alors l'US Tyrosse en Fédérale 1,. Une saison plus tard, il descend à nouveau d'une division, et rejoint l'US Orthez en Fédérale 2. Il arrête sa carrière de joueur en 2015.